# Harsum
Harsum är en kommun och ort i Landkreis Hildesheim i förbundslandet Niedersachsen i Tyskland.